# Athelas
En la obra de ficción de J. R. R. Tolkien se llamaban athelas a las hojas de una planta que crecía en Eriador y que los dúnedain del Norte usaban para fines curativos. Se dice que no eran originarias de la Tierra Media, sino que las trajeron de Númenor. No se conoce mucho su aspecto, excepto que eran verdes, de hojas largas y poco llamativas, y crecían en lugares donde los hombres del Oeste hubieran vivido o acampado.
En la época de la Guerra del Anillo, la mayoría de hombres de Gondor las conocían con el nombre de «hojas de reyes» (lassëa aranion en quenya), aunque ignoraban el porqué de ese nombre. Sólo las usaban para purificar y revitalizar el ambiente. Ignoraban que uno de la dinastía de los reyes númenóreanos y de la línea de Elendil podía usarlas, junto con sus manos y su aliento, para curar las heridas del cuerpo y del espíritu. «Las manos del rey son manos que curan» se decía entre los versados en la tradición, y de esa manera se lo reconoció a Aragorn como legítimo rey, aún antes de su coronación oficial, tras la curación realizada en las casas de curación de Minas Tirith.
- Datos: Q2264398